# Amsacta strigata
Amsacta strigata är en fjärilsart som beskrevs av Walker 1869. Amsacta strigata ingår i släktet Amsacta och familjen björnspinnare. Inga underarter finns listade i Catalogue of Life.